# Kopanisti
Kopanisti (Κοπανιστή en griego) es un queso griego con denominación de origen protegida a europeo desde 1996. El kopanisti se produce en la prefectura de las Cícladas. Es un queso elaborado con leche de vaca, de oveja o de cabra, o una mezcla de los tres. La textura es cremosa. El aroma que desprende es rico. En cuanto a su sabor, es fuerte y salado, a pimienta. Tiene un 56% de humedad máxima y un mínimo de 43% de materia grasa en seco. Puede tomarse como queso de mesa o en pasteles de queso o como aperitivo con vino y ouzo.